# 巴赖尔伊
巴赖尔伊（Baraily），是印度中央邦Raisen县的一个城镇。总人口25216（2001年）。

## 人口
该地2001年总人口25216人，其中男性13424人，女性11792人；0—6岁人口3714人，其中男1898人，女1816人；识字率68.54%，其中男性为74.63%，女性为61.60%。